# یوکلبرگ
یوکلبرگ (به آلمانی: Jückelberg) یک شهر در آلمان است که در اتنبرگر لند واقع شده‌است. یوکلبرگ ۳۵۷ نفر جمعیت دارد.